# James Ussher

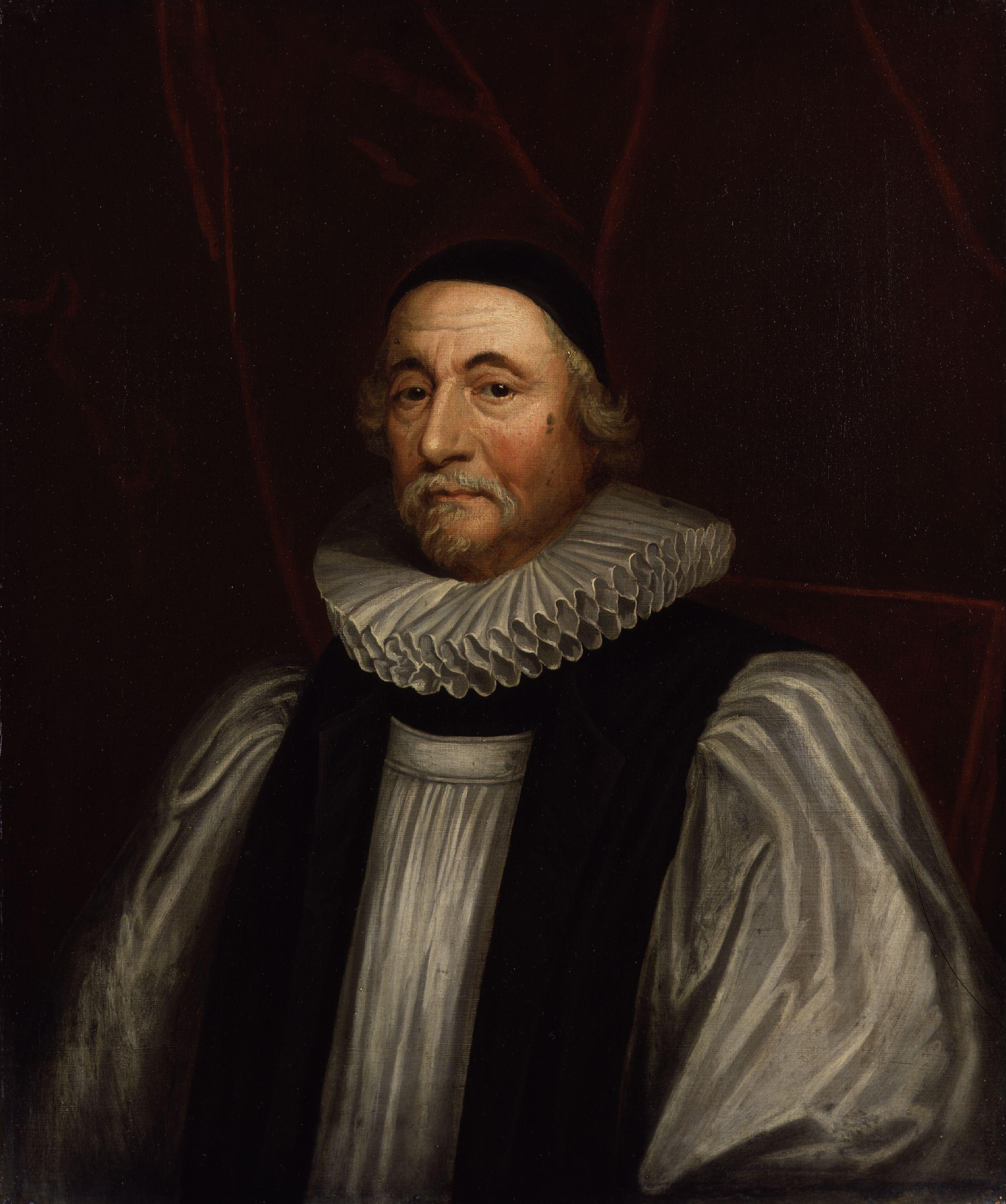
James Ussher um 1654, Porträt von Peter Lely

James Ussher (auch Usher) (* 4. Januar 1581 in Dublin; † 21. März 1656 in Reigate, Surrey) war ein irischer anglikanischer Theologe. Er war Erzbischof von Armagh, Primas von Irland (seit 1625) und Verfasser einer Vielzahl theologischer und historischer Werke. Am bekanntesten ist seine Weltgeschichte, die den Schöpfungszeitpunkt auf den 23. Oktober 4004 v. Chr. (Julianischer Kalender) datiert.

## Leben
Ussher entstammte einer wohlhabenden englisch-irischen Familie. Er war ein begabter Sprachwissenschaftler und trat am 9. Januar 1594 im Alter von dreizehn Jahren in das erst kurz zuvor (1592) gegründete Trinity College in Dublin ein. Dort machte er 1600 seinen Abschluss und erhielt 1601 den Master-Grad. Im Jahr 1602 wurde er durch seinen Onkel, Henry Ussher, Erzbischof von Armagh und Primas von Irland, an der Kapelle des Trinity College als Diakon und Priester ordiniert.
In der Folgezeit wurde er Fellow (Collegemitglied) und 1607 Professor für Theologie sowie 1614 und 1617 Vizekanzler des Trinity College. Er veröffentlichte 1615 seine 104 Irischen Artikel, mit denen er zwischen der anglikanischen und der calvinistischen Richtung vermitteln wollte. 1621 wurde er zum Bischof von Meath ernannt und 1625 durch Jakob I.  zum Erzbischof von Armagh berufen. Mit letzterem Amt einhergehend wurde er Primas von Irland, d. h. Vorsteher der protestantischen Kirche von Irland, damals wie heute eine höchst streitbare Position auf der überwiegend katholischen Insel. Er vertrat wie viele seiner Zeitgenossen eine stark antikatholische Haltung und äußerte häufig Anklagen gegen Katholiken. So beginnt beispielsweise seine 1626 veröffentlichte Schrift Judgement of the Arch-Bishops and Bishops of Ireland („Urteil über die Erzbischöfe und Bischöfe von Irland“) folgendermaßen:

“The religion of the papists is superstitious and idolatrous; their faith and doctrine erroneous and heretical; their church […] apostatical; to give them therefore a toleration, or to consent that they may freely exercise their religion […] is a grievous sin.”

„Die Religion der Papisten ist abergläubisch und götzendienerisch; ihr Glaube und ihre Lehre irrig und ketzerisch; ihre Kirche […] apostatisch; ihnen Nachsicht entgegenzubringen oder der freien Ausübung ihrer Religion zuzustimmen, […] ist daher eine schwere Sünde.“

Ussher führte ausgedehnte Debatten mit katholischen Theologen und drängte darauf, scharfe Maßnahmen gegen irische Katholiken zu ergreifen. Das übliche Bild von Ussher zeigt ihn als leicht weltfremden Gelehrten, der ein bestenfalls mittelmäßiger Politiker und Verwalter war. Tatsächlich war er ein Bischof und Erzbischof von vollkommener Effektivität, und seine Gelehrsamkeit trug ihm beträchtliches Ansehen in politischen Kreisen ein.
Die letzten sechzehn Jahre seines Lebens verbrachte Ussher in England. Er war 1640 dorthin gereist und konnte als Folge des katholischen Aufstands in Irland (1641), des englischen Bürgerkriegs (1642) und der Errichtung der Commonwealth-Regierung Oliver Cromwells (ab 1649) nicht wieder nach Irland zurückkehren. Er wurde 1641 zum Bischof von Carlisle ernannt und war ab 1643 Mitglied der Westminstersynode. Obwohl er vom Parlament hofiert wurde, blieb er während des Bürgerkriegs an der Seite des Königs Karl I.  und fiel daher bei Cromwell in Ungnade.
Er starb 1656 im Alter von 75 Jahren und erhielt trotz seiner royalistischen Gesinnung ein Staatsbegräbnis in Westminster Abbey.
James Ussher hinterließ eine umfangreiche Bibliothek, unter anderem mit etwa 700 Bibelhandschriften. An ihr zeigten Kardinal Mazarin und König Friedrich III. von Dänemark Interesse. Nach Entscheid von Oliver Cromwell und dessen Sohn Henry kam sie schließlich in das Trinity College.

## Werke

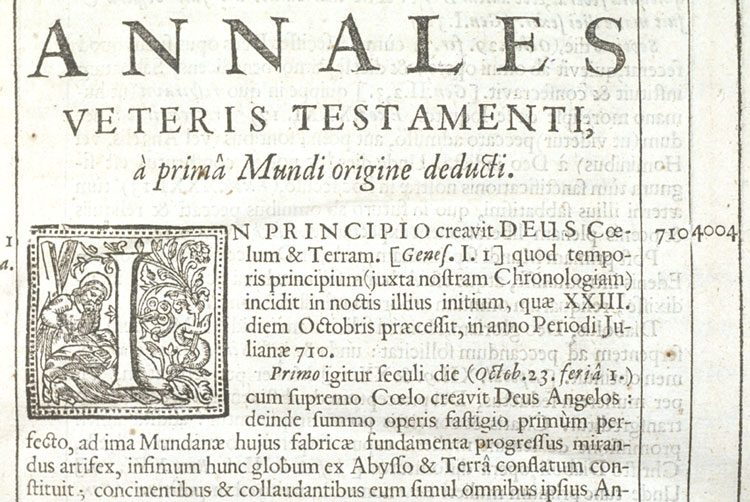
Titelblatt der Annales

Das bekannteste Werk Usshers sind seine Annales veteris testamenti, a prima mundi origine deducti (Annalen des Alten Testaments, hergeleitet von den frühesten Anfängen der Welt),  die er 1650 veröffentlichte. Es begründete die heute als Ussher-Lightfoot-Kalender bekannte Zeitrechnung, die sich allein auf Bibelstellen stützt. Danach fand der Schöpfungsakt im Jahre 4004 vor Christi Geburt am 23. Oktober statt (im Jüdischen Kalender beginnt der Tag mit Sonnenuntergang). Die Sintflut fand nach dieser Rechnung 2349 v. Chr. statt. Die für den Schöpfungsakt oftmals genannte genaue Angabe der Tageszeit wird Ussher fälschlich zugeschrieben, sie geht auf John Lightfoot zurück. Bei der Berechnung der Daten wurden wohl hauptsächlich die im Alten Testament angegebenen Abstammungsbäume und Lebenszeiten der Patriarchen (beispielsweise der 969-jährige Methusalem) herangezogen. Das Werk wird u. a. von Junge-Erde-Kreationisten herangezogen, nach deren Glauben die Erde tatsächlich etwa 6000 Jahre alt ist; es wurde indes auch häufig als Symbol des religiösen Obskurantismus verspottet. Im ausgehenden 17. Jahrhundert war diese vorkritische Art der Zeitrechnung jedoch verbreitet. Eine ähnliche Chronik stammt von Isaac Newton.
In Bezug auf die irische Geschichte war Usshers Hauptbeitrag die Gleichsetzung  der protestantischen Kirche von Irland mit der frühen Irischen Kirche des hl. Patrick,  ein „Gründungsmythos“, dessen sich die Kirche von Irland bis ins 20. Jahrhundert hinein rühmte.